# A Magyar Nemzet Családi Könyvtára
A Magyar Nemzet Családi Könyvtára egy 19. század végi magyar szépirodalmi könyvsorozat. Kötetei a következők voltak:
- 1–8. Eötvös József. A falu jegyzője. (II, 356; 289, II l.) 1881.
- 9–14. Arany János. Toldi szerelme. (180, IX; 244 l.) 1883.
- 15.–17. Feuillet Octave. Egy szegény ifju története. Regény. – A kis grófné. Ford. Salamon Ferencz. 3. kiad. (268 l.) 1882.
- 18. Petőfi Sándor. Hóhér kötele. 1882.
- 19–21. James. Robin Hood. Ford. Petőfi Sándor. 1882.
- 22–24. Horváth Mihály. Utyeszenich Frater György (Matinuzzi bibornok) élete. (305 l.) 1882.
- 25–29. EötvösJózsef br. A Karthausi 8. kiad. (459 l.) 1882.
- 30–31. Arany János. Toldi. Toldi estéje. (116, 107 l.) 1882.
- 32–35. Boz (Dickens). Twist Olivér. Regény. Angolból ford. Gondol Dániel. 3. kiad. (505 l.) 1883.
- 36–37. Goethe. Faust. Ford. Dóczi Lajos. (XII, 205 l.) 1883.
- 38–39. Arany János. Buda halála. 4. kiad. (185 l.) 1883.
- 40–47. Hübner Sándor. Séta a világ körül. Ford. Toldi László. (402, 404 lap.) 1884.
- 48. Arany János. Az elveszett alkotmány. (158 l.) 1883.
- 49. Arany János. A nagyidai czigányok. (161–245 l.) 1884.
- 50–51. Arany János. Elegyes költemények. Uj teljes kiadás. (248–522 l.)
- 52–55. Scott Walter. A lammermoori menyasszony. Ford. Palóczy K. Lajos. (393 l.) 1884.
- 56. Shakspere. A Szent-Iván-éji álom. Ford. Arany János. (XI, 106 l.) 1884.
- 57. Shakspere. Hamlet. Dán királyfi. Ford. Arany János. (VII, 208 l.) 1884.
- 58. Shakspere. János király. Ford. Arany János. (VII, 133 l.) 1884.
- 59–61. Manzoni Alessandro. A jegyesek. Milánói történet a XVI. századból. (539 l.) 1884.
- 62–69. Bozóky Alajos dr. Római világ. Művelődéstörténeti rajzok a császárság fénykorából. Friedlaender, Jung, Bender és mások műve nyomán. Számos képpel. (419, XII, XII. 527 l.) 1884–85.
- 70–73. Sámi Lajos. Délafrikai utazások és fölfedezések, különös tekintettel Magyar László, dr. Livinsgtone Dávid, Du Chaillon, Stanley, Grant. Speke és Cameron utazásaira. 1 térképpel. (376 l.) 1885.
- 74. Arany János. A magyar verselésről. Naiv eposzunk. (82 l.) 1884.
- 75–76. Arany János. Irányok. Visszaemlékezések. Birálatok. (83–280 l.) 1884.
- 77. Arany János. Zrinyi és Tasso. Irói arczképek. (281–466, II l.) 1884.
- 78. Arany János. Murány ostroma. (96 l.) 1884.
- 79–92. Horváth Mihály. Magyarország függetlenségi harczának története 1848. és 1849-ben. (553, VIII; 539; 532 l.) 1885.
- 93–96. Dickens Károly. Barnaby Rudge. Történeti regény. Angolból ford. Berczik Árpád. (206, 258, 247 l.) 1885.
- 97–98. Laboulaye Eduard. Páris Amerikában. Francziából ford. Márkus István. 3. kiad. (V, 320 l.) 1885.
- 99–100. Kazinczy Ferencz utazásai. Br. Eötvös József Kazinczy Ferencz fölött tartott emlékbeszédével bőv. kiad. (XXI, 261 l.) 1885.
- 101–107. Tolstoj Leo gróf. Háboru és béke. Történelmi korrajz. (680; 1–208 l.) 1885.
- 115–118. Arany János. Kisebb költemények. 7. teljes kiad. (IX, 473 l.) 1885.